# 伊頓 (喬治亞州)
伊頓（英語：Eton）是一個位於美國喬治亞州莫雷縣的城鎮。

## 地理
伊頓的座標為34°49′21″N 84°45′43″W / 34.82250°N 84.76194°W，而該地的平均海拔高度為228米（即748英尺）。

## 人口
根據2010年美國人口普查的數據，伊頓的面積為1.10平方千米，當中陸地面積為1.10平方千米，而水域面積為0.00平方千米。當地共有人口910人，而人口密度為每平方千米827人。